# Такома Дефіанс
«Такома Дефіанс» (англ. Tacoma Defiance) — американський футбольний клуб з Такоми, Вашингтон, заснований у 2014 році. Виступає в Чемпіонаті USL. Домашні матчі приймає на стадіоні «Чейні Стедіум», місткістю 6 500 глядачів.
Є фарм-клубом «Сіетл Саундерз» та виступає у Західній конференції USL.

## Історія

Логотип клубу «Сіетл Саундерз 2» у 2015–2018 роках.

Заснований 14 жовтня 2014 року як фарм-клуб «Філадельфії Юніон» під назвою «Сіетл Саундерз 2» (англ. Seattle Sounders FC 2) і представляв місто Таквіла, штат Вашингтон. З 2015 року виступав у чемпіонаті USL.
По завершенні сезону 2017 року було оголошено, що клуб переїздить до сусіднього міста Такома, а 30 січня 2019 року назву клубу було змінено на «Такома Дефіанс».